# Bani Lozano
Bani Ramón Lozano Núñez (Arenal, 15 aprile 1982) è un ex calciatore honduregno, di ruolo centrocampista.